# Leanne Rowe
Leanne Rowe (Brentwood, 1982) è un'attrice britannica.
Tra i lavori principali da attrice si possono citare la partecipazione nel film Oliver Twist del 2005 di Roman Polański, dove ha interpretato la parte di Nancy. Nel 1995 ha inoltre lavorato con Franco Zeffirelli per la realizzazione del film Jane Eyre dove ha interpretato la parte di Helen Burns. Ha anche interpretato il ruolo di Baby nell'adattamento teatrale del film Dirty Dancing.

## Filmografia
- Jane Eyre (1996)
- La banda dei cinque (1996)
- Boudicca (2003)
- Qui dove batte il cuore (1 episodio, 2004)
- Oliver Twist (2005)
- Lilies (2007)